# مورفة أخيل
مورفة أخيل (الاسم العلمي: Morpho achilles) هي نوع من الحشرات يتبع جنس المورفة من فصيلة الحورائيات.